# Rodislav Chizhikov
Rostislav Matveyevich Chizhikov (em russo:  Ростислав Матвеевич Чижиков; 13 de fevereiro de 1929 — 3 de março de 2010) foi um ciclista soviético.
Competiu na prova de perseguição por equipes (4 000 m) nos Jogos Olímpicos de Melbourne 1956 com a equipe soviética.